# 餉潭
餉潭村，位於臺灣屏東縣新埤鄉。名稱來自村莊內的湖泊餉潭，又稱龍潭。主要居民為平埔族馬卡道族，今日村內有近六成的居民為潘姓，以北普宮為信仰中心。

## 歷史
餉潭一地最早荒蕪人煙。據日治時期的調察，鳳山八社茄藤社系統:737的馬卡道族居民因遭逢漢人的壓力，從崁頂社尾附近遷移，一部分遷往港東上里檨仔腳庄（今潮州鎮檨仔里），一部分移往港東中里南岸庄（今新埤鄉南豐村）東方土名想殺庄:78。道光二十年（1840），想殺庄民因遇大水而搬到來義溪河床，形成「新厝仔」聚落。後光緒六年（1880）又因大水毀莊，居民四散至石光見、糞箕湖:78、舊萬瀧甚至東部，而約六、七十戶進入餉潭周圍形成聚落。
餉潭此名最早見於西元1894年的《鳳山縣採訪冊》，稱作向潭，據說是由排灣族的名字轉化而來的。此地也受到官府的重視，數年間就成立了社學，盧德嘉《鳳山縣採訪冊》（1894）錄：「附港東、西二里番社學八處：大餉營社一處、向潭社一處．．．」。
西元1900年2月，鳥居龍藏來到餉潭村，恰巧是餉潭與附近部落聯合跳戲的日子。鳥居龍藏稱餉潭村為附近「平埔十二社」的中心，並記錄下祭儀的過程:310。此活動一直進行到二戰。餉潭的平埔族居民也有部分再遷往南方的新開部落。此地的居民一直到西元1970年代為止，還會與鄰近的排灣族Vungalid部落（望嘉）進行貿易:162。
此地日治時期先屬港東中里餉潭莊，後為潮州郡新埤庄餉潭。戰後隸屬於新埤鄉。

## 人口
西元1897年，日本政府所做的熟番社數及人口調查中，餉潭被列入港東一帶平埔番社，有五十一戶三百零七人。